# Enrico Del Carlo
Enrico Del Carlo (Lucca, 25 febbraio 1843 – Lucca, 8 maggio 1920) è stato un politico e giornalista italiano.

## Biografia
Di professione avvocato, fu anche giornalista pubblicista.
Alle elezioni politiche del novembre 1876 venne eletto deputato della XIII legislatura del Regno d'Italia per il collegio elettorale di Capannori, battendo lo sfidante uscente Urbano Bini.
Membro del consiglio comunale di Lucca dal 1872 al 1877, e poi dal 1885 al 1897, esercitò le funzioni di sindaco dal luglio 1888 al novembre 1889 e fu eletto regolarmente sindaco di Lucca il 16 novembre 1889 rimanendo in carica fino al maggio 1896: fu il primo sindaco lucchese ad essere eletto dal consiglio anziché nominato per regio decreto.